# Stortjärnen (Torps socken, Medelpad)
Stortjärnen är en sjö i Ånge kommun i Medelpad och ingår i Ljungans huvudavrinningsområde.